# هيرب فوستر
هيرب فوستر هو لاعب هوكي الجليد كندي، ولد في 9 أغسطس 1913، وتوفي في 2 يونيو 2003.

## وصلات خارجية
- هيرب فوستر على موقع دوري الهوكي الوطني (الإنجليزية)
- هيرب فوستر على موقع EliteProspects.com (الإنجليزية)
- هيرب فوستر على موقع HockeyDB.com (الإنجليزية)
- هيرب فوستر على موقع Hockey-Reference.com (الإنجليزية)